# Diplazium dielsii
Diplazium dielsii är en majbräkenväxtart som först beskrevs av Guido Georg Wilhelm Brause och som fick sitt nu gällande namn av Richard Eric Holttum.
Diplazium dielsii ingår i släktet Diplazium och familjen Athyriaceae. Inga underarter finns listade i Catalogue of Life.